# Jean-Claude Mondot
Jean-Claude Mondot (* 6. Oktober 1952 in Esch-sur-Alzette) ist ein luxemburgischer Maler. Seit 2013 lebt und arbeitet er in Hamburg.

## Leben und Werk
Mondot verließ seine Heimat Luxemburg im Alter von 18 Jahren, studierte zunächst Physik am Karlsruher Institut für Technologie und wechselte nach zwei Semestern zur Universität Straßburg, wo er sein Studium im Fachbereich Biologie fortsetzte. Seinen Diplomabschluss erwarb er 1978 in Molekularbiologie am Institut für Zellbiologie der Universität Tübingen.
Während seiner Tübinger Zeit kam es 1974 zur Begegnung mit dem Maler Martin Schmid, der zu dieser Zeit am Zeicheninstitut der Universität Tübingen lehrte. Mondot besuchte dort die offenen praktischen und kunsttheoretischen Kurse. Schmid wurde zu einer zentralen Figur in Mondots künstlerischem Werdegang, zunächst als Lehrer, dann als Mentor, später auch als Freund. 1978 bestand Mondot die Aufnahmeprüfung an der Staatlichen Akademie der Bildenden Künste Stuttgart und studierte dort u. a. bei Gottfried von Stockhausen. 1981 erhielt er den 1. Preis der Akademie für ausländische Studierende. 1982 schloss Mondot sein Kunststudium mit dem Staatsexamen ab.
Bis 1986 kam es zu einer intensiven Zusammenarbeit mit zwei Malerinnen. Die Gruppe wurde von dem Tübinger Galeristen Rudolf Greiner gefördert und vertreten, mit zahlreichen Ausstellungen im süddeutschen Raum. 1983 erhielt Mondot ein Arbeitsstipendium von der Kunststiftung Baden-Württemberg. Es folgten daraus Ausstellungen u. a. in Stuttgart, Baden-Baden und Mannheim.
Ab 1985 lehrte Mondot als Dozent Kunstgeschichte und Malerei am Tübinger Leibniz Kolleg. Ebenfalls ab 1985 wurde er vom Freiburger Galeristen Rolf Kröner vertreten und gefördert. In dieser Zeit erfolgte ein Ortswechsel nach Köln, wo er sich bis 1999 aufhielt. Mitte der 1980er Jahre begann er, Holz als Bildträger zu benutzen. Dies ermöglichte ihm seine Arbeiten auszusägen und zum Raum hin zu öffnen. Dazu führte der Kulturjournalist R. Wurster in einem SWF-2 Rundfunkbeitrag vom 17. Oktober 1985 aus:

„Inzwischen jedoch wurden von Mondot die Rahmen tatsächlich gesprengt. Die Bildbegrenzung folgt dem Bildgeschehen, nur noch Reste eines Bildrechtecks sind erhalten. Jene Andeutung von Plastizität, wie sie sich dann ergibt, wenn einzelne Bildteile frei gegen die Wand stehen hat den Maler zu wirklichem Vorstoß in den Raum animiert. Bildflächen schieben sich zunächst übereinander, staffeln sich schließlich immer weiter nach vorne, bis wahre Bildgehäuse zustande kommen. Es ist kein Zufall, wenn das an Kulissen erinnern kann.“

Das Zerteilen und Zusammenfügen von disparaten formalen und inhaltlichen Elementen führte ihn 1989 eher zufällig zum Symbol der Kreuzigung. Die erste Ausstellung dieser Objekte fand in der Stuttgarter St. Leonhardskirche statt, in deren Besitz ein Exponat der Ausstellung verblieb. Die Mehrzahl der Exponate ging in private Sammlungen über. Es folgten weitere Ausstellungsbeteiligungen zum Thema „Kreuz“ im Hospitalhof Stuttgart, im Dominikanermuseum Rottweil und in der Gesellschaft für christliche Kunst, deren Mitglied Mondot mehrere Jahre war.
Nach der Begegnung mit dem französischen Komponisten Louis Saguer folgten ab 1988 regelmäßige Parisaufenthalte. Saguer machte ihn mit Ingo de Croux bekannt, der Tochter der Malerin Lou Albert-Lazard. Aus dieser Begegnung entstand ein Dokumentarfilm, in dem Ingo de Croux über ihr Leben an der Seite ihrer Mutter erzählt.
In den 1990er-Jahren rückten die Themen „Bestattungskultur“ und „Totenkult“ in Mondots Fokus, u. a. inspiriert durch die Bischofsgräber im Kölner Dom. Ab 1992 schuf er Sargmodelle, auf denen er seine Plastiken platzierte. Miniaturen in Anlehnung an die Tradition der Betrachtungssärglein bis hin zu realen Särgen. Inspirationsquellen bildeten außerdem die damals bekannt gewordenen Särge der ghanaischen Künstler Kane Kwei und Paa Joe, mit denen Mondot 2004 auch gemeinsam ausgestellt wurde.
1994 kam es zu einer Zusammenarbeit mit dem Kulturamt der Stadt Köln. Im Rahmen dieser Zusammenarbeit installierte Mondot unter dem Titel „Le Cadavre Exquis“ ein fiktives Bestattungsinstitut in einem Ladenlokal in der Kölner Fußgängerzone. Diese Intervention im realen gesellschaftlichen Raum stieß auf viel Resonanz in den Medien.
Ab 1997 wandte sich Mondot digitalen Arbeitsmethoden zu und präsentierte in seinem  „out of time“-Projekt Sammlungen und Sonderausstellungen verschiedener Museen. Darunter das Kasseler Museum für Sepulkralkultur, das Dominikanermuseum Rottweil, das Überseemuseum Bremen und das Museum der Kulturen in Frankfurt. Alles Ausstellungen, die Totenbrauchtümer behandelten. 2003 wurde die Aktualisierung der „out-of-time“-Webseite eingestellt.
Nach dem Jahrtausendwechsel lebte Mondot in Straßburg, wo er sich weiterhin mit digitalen Medien beschäftigte. Er produzierte eine Serie von CD/DVD-ROMs für das Kasseler Museum für Sepulkralkultur, in welcher die Sammlung des Hauses erstmals digital visualisiert wurde. 2007 wurde diese CD-Serie anlässlich der Feierlichkeiten zum 15-jährigen Bestehen des Museums der Öffentlichkeit vorgestellt. Zu diesem Anlass wurde auch Mondots Bühnenstück Belles Choses uraufgeführt, in dem er sich mit den Themen Tod und Erotik beschäftigte. Zwei weitere Fassungen des Stücks wurden 2011 und 2012 im Logensaal der Hamburger Kammerspiele unter dem Titel Der süßliche Geruch der Ewigkeit gezeigt.
2013 übersiedelte Mondot nach Hamburg, wo er seither lebt und arbeitet. Seine aktuellen Werke bestehen aus großformatigen Bildmontagen, in denen er Malerei, fotografische Elemente und Videoprojektionen zusammenbringt. Seit 2019 ist Mondot künstlerischer Leiter der Hamburger Galerie Stobbe-Paidere-Mondot, deren Mitbetreiber er ist.

## Ausstellungen
- 1983: Ausstellung im Haus der Kunststiftung, Stuttgart
- 1984: Künstlerbund Baden-Württemberg, Jahresausstellung. Kunsthalle Baden-Baden
- 1986/1986: Wanderausstellung mit Stipendiaten der Kunststiftung Baden-Württemberg (Ludwigsburg, Freiburg, Mannheim u. a.)
- 1986: Landeskunstwochen Baden-Württemberg, Tübingen (Installation an der Fassade von Schloss Hohentübingen mit der Performance „Pawlows Begierden“)
- 1991: „Kreuzigungen“ (Zeichnungen, Skulpturen und Objekte), St. Leonhards Kirche, Stuttgart
- 1992: „Kreuzzeichen“ Hospitalhof Stuttgart/Galerie an der Finckenstraße München
- 1993: „Vom Totenbaum zum Designersarg“, Museum für Sepulkralkultur, Kassel
- 1993: Ausstellung im Rahmen des Deutschen Evangelischen Kirchentags, Deutsche Gesellschaft für Christliche Kunst, München
- 1994: In Zusammenarbeit mit dem Kulturamt der Stadt Köln: „Le cadavre exquis“, ein fiktives Bestattungsunternehmen (Skulpturen und Objekte)
- 1997: „Via Crucis“ Das Kreuz in der Kunst der Gegenwart, Dominikanermuseum Rottweil
- 1997: „Künstler machen Schilder für Rottweil“. Forum Kunst Rottweil
- 2004: Ausstellung „Totenruhe Totentruhe“, Museum für Sepulkralkultur
- 2007: Präsentation der DVD-ROM zur Museumssammlung mit Performance „Belles Choses“, zum zwangzigjährigen Bestehen des Museums für Sepulkralkultur
- 2014: „Position“. Fabrik der Künste Hamburg
- 2015: „Strich oder Linie“. Kunsthaus Hamburg
- 2019: „Le Cadavre Exquis II“. Eröffnungsvernissage der Galerie des Paternoster-Verlags

## Filme
- 1998: Ingo de Croux (Dokumentarfilm)
- 2002: Interview mit Reinhold Messner
- 2018: Die Notizen und die Sammlung des Comte Etienne de Bouzonville I (Filmversion)

## Bühnenprojekte
- Belles Choses. Museum für Sepulkralkultur, Kassel, 2007
- vom Westen her, leichte Eintrübungen… Museumsnacht der Kasseler Museen, Museum für Sepulkralkultur, 2009
- Der süßliche Geruch der Ewigkeit. Kammerspiele Hamburg, 2011 und 2012
- Die Notizen und die Sammlung des Comte Etienne de Bouzonville I. (Bühnenfassung), Hamburg, 2018